# 諾斯特蘭大道車站 (IRT東公園道線)
諾斯特蘭大道車站（英語：Nostrand Avenue station）是紐約地鐵IRT東公園道線一個慢車地鐵站，位於布魯克林皇冠高地諾斯特蘭大道及東公園道交界，設有2號線（尖峰時段）、3號線（任何時候停站（深夜除外））與4號線（僅深夜停站）列車服務。

## 車站結構
| G  | 街道               | 出入口                                                                |
| B1 | 南行快速           | 不停靠                                                                |
| B1 | 南行               | （深夜時）往新地段大道（京斯頓大道）                                  |
| B1 | 側式月台，右側開門 |                                                                       |
| B1 | 夾層               | 閘機、車站詢問處、MetroCard自動售票機                                 |
| B2 | 北行快速           | 不停靠                                                                |
| B2 | 北行               | 往哈萊姆-148街（ 深夜時往伍德羅恩）（富蘭克林大道-麥德加·艾菲斯學院） |
| B2 | 側式月台，左側開門 |                                                                       |

此地下車站設有兩層。上層服務往新地段大道列車而下行服務往曼哈頓列車。從北至南，兩層分別設有快車軌道、慢車軌道和一個側式月台。

## 外部連結
- nycsubway.org—Brooklyn IRT: Nostrand Avenue
- Brooklyn IRT: Map 2, Brooklyn IRT Dual Contracts（页面存档备份，存于） (includes current and former track configurations, and provisions for future connections)
- Station Reporter — 3 Train
- The Subway Nut — Nostrand Avenue Pictures（页面存档备份，存于）
- Nostrand Avenue entrance from Google Maps Street View（页面存档备份，存于）
- Platform from Google Maps Street View